# Yevgeni Ovsiyenko
Bản mẫu:Eastern Slavic name
Yevgeni Vladimirovich Ovsiyenko (tiếng Nga: Евгений Владимирович Овсиенко; sinh ngày 18 tháng 1 năm 1988) là một cầu thủ bóng đá người Nga. Anh thi đấu cho F.K. Tambov.